# MV Jupiter (1961)
El MV Jupiter fue un crucero de matrícula griega que se hundió el 21 de octubre de 1988, a los 40 minutos de zarpar del puerto griego de El Pireo. A bordo viajaban 391 escolares británicos y 84 adultos en un crucero de estudios, así como 110 tripulantes. La catástrofe se cobró las vidas de un alumno, un profesor y dos miembros de la tripulación griega.

## Hundimiento
El 21 de octubre de 1988, 391 escolares de 13 a 16 años y sus profesores embarcaron en el Júpiter en el puerto griego de El Pireo para iniciar un crucero educativo de una semana por el mar Mediterráneo.
Apenas 15 minutos después de salir del puerto, el Jupiter sufrió un golpe por una colisión de un carguero italiano, el Adige, que estaba entrando en el puerto. La colisión abrió un agujero de 4,5 metros (15 pies) por 12 metros (39 pies) en el costado de babor del Jupiter. En 40 minutos (a las 18:55), el buque se había hundido verticalmente y de popa en 82 metros de agua.
Perdieron la vida dos pasajeros (un alumno y un profesor de West Midlands) y dos miembros de la tripulación griega. Alrededor de 70 personas resultaron heridas.

## Consecuencias
Inmediatamente después del incidente, el capitán del barco italiano fue detenido y las autoridades griegas e italianas culparon a la otra parte. Los procesos judiciales posteriores duraron casi ocho años.
El barco permaneció donde se hundió, a 1,2 millas náuticas (2,2 km) de la entrada del puerto de El Pireo. En 1999 se produjo una importante fuga de petróleo, posiblemente como consecuencia de un terremoto que alteró el lecho marino, y se retiró en una operación de 43 días para proteger el medio marino local.
En 1999, un informe del Instituto de Psiquiatría se centró en las experiencias de los niños y, cuando se publicó, constituyó uno de los mayores estudios sobre adolescentes supervivientes de catástrofes.
El impacto en los jóvenes también se recogió en un libro titulado Jupiter's Children (Los niños de Júpiter), recopilado por la antigua maestra y superviviente del Júpiter Mary Campion y publicado en 1998. Dada la gravedad del incidente, se consideró extraordinario que sobrevivieran todos los escolares menos uno, pero en una entrevista en The Independent, Mary Campion sugirió que su comportamiento pudo haber sido un factor contribuyente: "Los escolares están acostumbrados a obedecer órdenes y los que iban a bordo lo hicieron sin rechistar. Están acostumbrados a estar en una multitud, a ser controlados por adultos, sin cuestionar en ese momento, y a moverse con frecuencia en un día escolar en gran número sin empujarse, empujar o hacerse daño".
Escribiendo en el boletín del grupo Disaster Action en 2010, Campion dijo que aunque el caso había sentado una serie de precedentes legales en la legislación del Reino Unido y había cambiado las normas de seguridad para los pasajeros de los buques, muchos de los supervivientes sufrían trastorno de estrés postraumático tras el suceso y no recibían el tratamiento que necesitaban. Añadió que una página de Facebook para Supervivientes del Júpiter creada en 2009 había revelado que muchas personas seguían afectadas negativamente dos décadas después.